# ブレンヌス

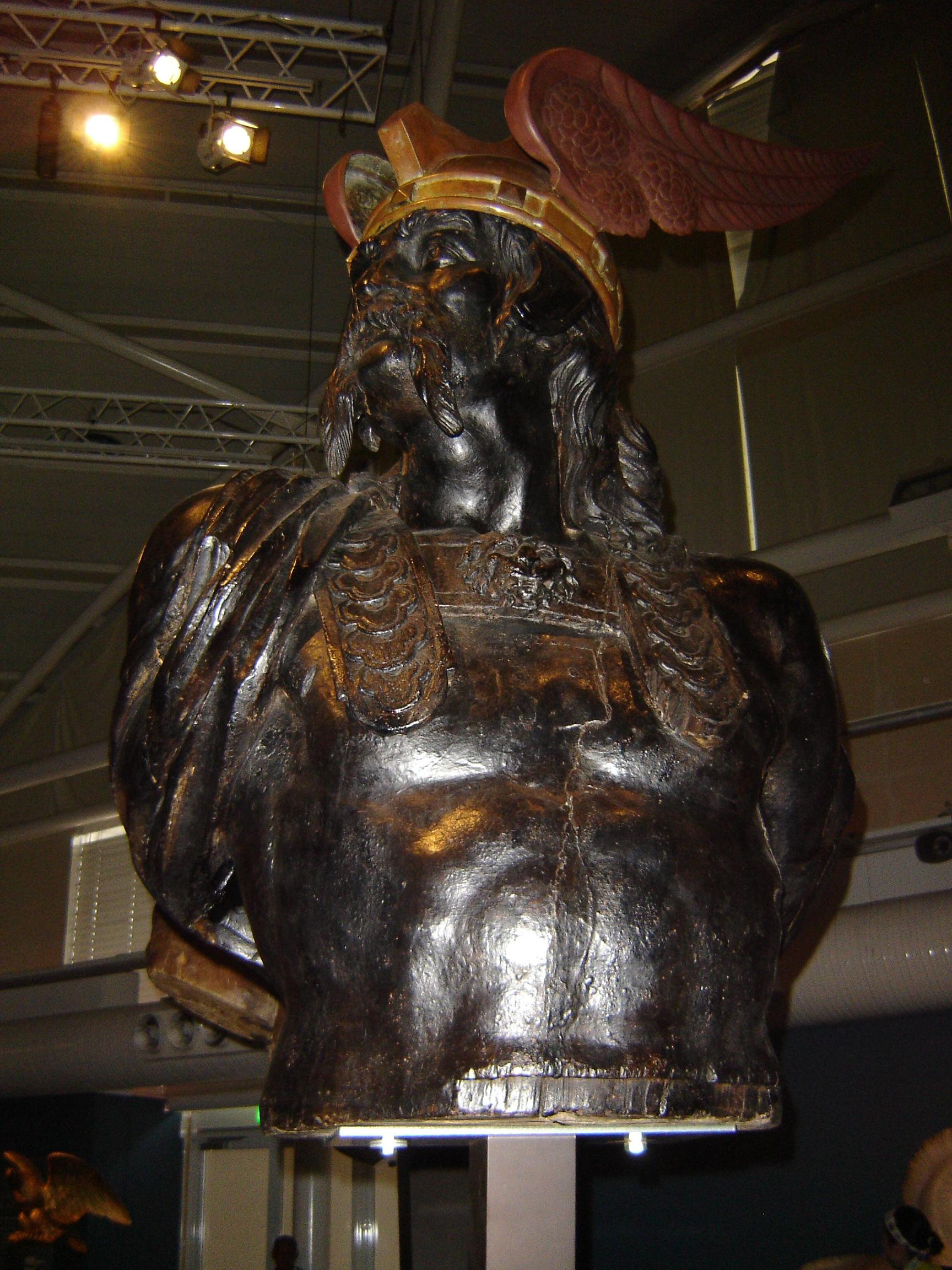
19世紀のフランスの海軍船を飾ったブレンヌスの彫像

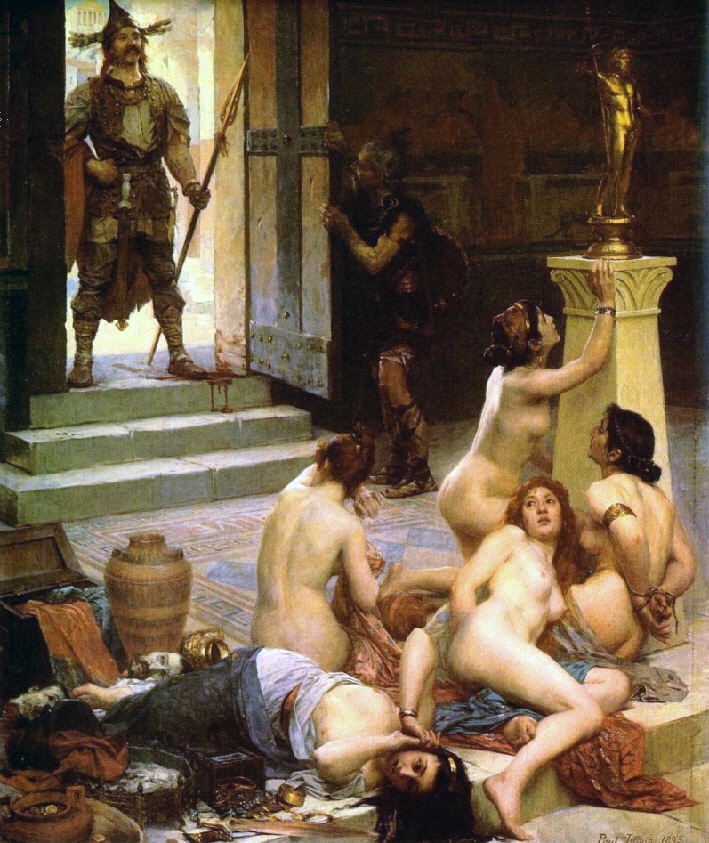
ポール・ジャマンによる絵。女性を含む戦利品を見下ろすブレンヌスを描いている。

ブレンヌスもしくはブレヌス（BrennusまたはBrennos）は、現代のフランスのセーヌ＝エ＝マルヌ県、ロワレ県、ヨンヌ県にあたる地域が起源のガリア人種族セノネス族の族長。紀元前387年、アッリアの戦いではガリア・キサルピナ軍を率いてローマを侵略した。およそ100年後にもう一つの侵略（マケドニア王国と北ギリシアへの侵略）を率いた「ブレンヌス」がいることから、実際には名前ではなく称号だったという説がある。おそらくその名前は「神」を意味し、戦いの前に神の加護と力を祈願する目的で、可能性としてはケルト神話の神「Bren （またはBran）」あたりからつけられたと思われる。
セノネス族はローマを占領した。カンピドリアだけはそれを免れ固守されたが、ローマ人は自分たちの都市が荒らされるのを見て、ブレンヌスの要求通り身代金を支払うことにした。金額は黄金1000ポンド（327kg）で合意を得た。伝説によると、竿秤を使った黄金の重さの正確性が議論になった時、ブレンヌスは竿秤の上に剣を投げ、有名な文句「Vae victis!（征服された者に災いあれ!）」（ラテン語）と言ったという。
この重量に対する議論がもたついている間に、追放されていた独裁官マルクス・フリウス・カミルスが軍を率いて現れ、金の受け渡しを拒否した。ローマ市内で戦闘が始まり、ガリア人は町から追い出され、さらに町の外でも敗北した。カミルスは侵略者を破りローマを救ったことで「ローマ第二の建国者」・「国民の父」の称号を得た。
幾つかの史料では、カンピドリアを包囲中のセノネス族は病気に苦しんでいて、ローマの身代金を取る時には酷い状態だったと書かれてある。赤痢などの公衆衛生上の問題が多数の戦闘員を戦闘不能あるいは殺してしまったことは近代に至るまでありうる話である。
ブレンヌスが、全シチリアの征服を狙っていたシラクサの僭主ディオニュシオス1世と協力して動いていたという説もある。ローマと強い絆で結ばれていた、北西シチリアの小都市メッシーナをディオニュシオス1世は欲していた。ブレンヌスによってローマが動きの取れない間に、ディオニュシオス1世は戦争を仕掛けたが完全に失敗した。この説が正しいとするとブレンヌスはローマを負かすことで二重の支払いを受け取ったかも知れない。
ブレンヌスを描いた絵画では、ポール・ジャマン（Paul Jamin）の『Le Brenn et sa part de butin』（1893年）が有名である。ブレンヌスはローマから略奪した戦利品（女性を含む）を見下ろしている。
ジェフリー・オブ・モンマスの偽史『ブリタニア列王史』には、ブリテンを兄ベリヌスと共同統治するブレンニウスという君主が登場し、弟と共同でガリアとローマを征服する。ブレニアスの物語は一説にはブレンヌスを下敷きにしているという。